# Heinrich Xaver Sieger
Heinrich Xaver Sieger (* 25. Dezember 1811 Verlautenheide; † 2. Juli 1901) war ein deutscher Fabrikant, Unternehmer und Besitzer der Kurkölnischen Landesburg Zülpich.

## Leben

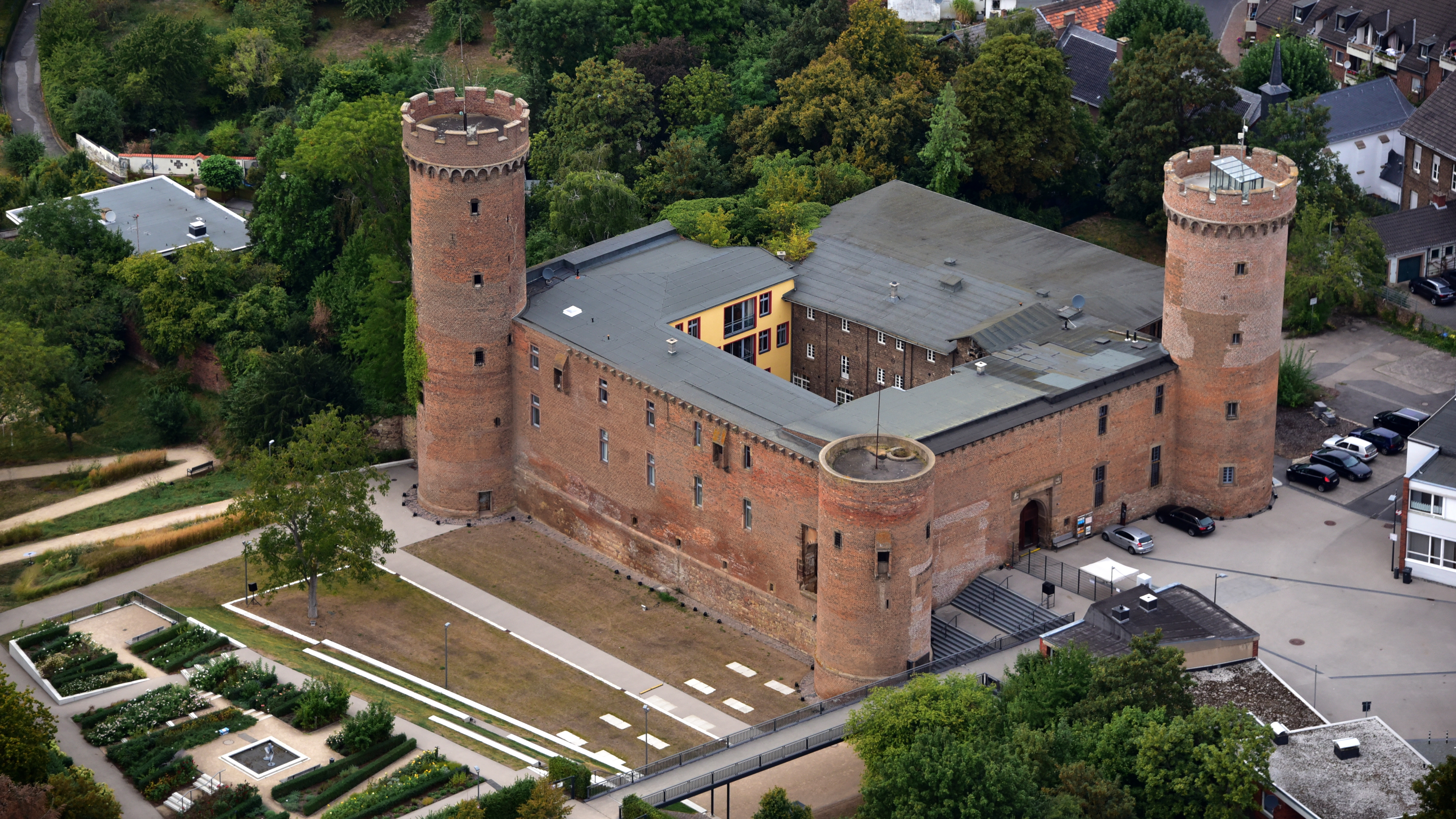
Aufnahme der Zülpicher Landesburg, auf der die Schnapsbrennerei Sieger ansässig war

Heinrich Xaver Sieger heiratete 1847 in Zülpich Margaretha Catharina Wachendorff (1816–1891), deren Eltern die Besitzer der Kurkölnischen Landesburg Zülpich waren. Nachdem er durch diese Verbindung in den Besitz der Burg gelangt war, baute er dort eine Schnapsbrennerei auf, die bis 1979 bestand und die Marken Sieger-Korn und Alter Sieger-Korn herstellte, die heute noch vertrieben werden.
Im Jahre 1873 gründete er mit zwei Verwandten seiner Frau, Eberhard und Theodor Wachendorff, die Zülpicher Papier-Fabrik Actiengesellschaft, die aus den anfallenden Strohrückständen der Sieger-Brennerei Papier und Pappe herstellen sollte. Dieses Unternehmen existiert noch heute als einer der größten Arbeitgeber in Zülpich und ist Teil der Smurfit Kappa Group.

## Verwandte
- Anton Opfergelt (1850–1915), Politiker
- General Anton von Kersting (1849–1922), Schwiegersohn
- General Ludwig Sieger (1857–1952), Sohn